# بوگوسواو سامبورسکی
بوگوسواو سامبورسکی (لهستانی: Bogusław Samborski؛ ‏ ۱۴ آوریل ۱۸۹۷ – ۱۹۷۱) بازیگر اهل لهستان بود.
از فیلم‌ها یا مجموعه‌های تلویزیونی که وی در آن‌ها نقش داشته‌است، می‌توان به جهنم، جنگل جوان و پان تفاردوفسکی اشاره نمود.